# Nicolás Gentilio
Nicolás Enrique Gentilio Martínez (Montevideo, 13 de abril de 1987) es un futbolista uruguayo. Juega como guardameta y su equipo actual es él Club Atlético Progreso de la Liga AUF Uruguaya del Uruguay.

## Trayectoria
En el 2024 fichó por Comerciantes FC para afrontar Liga 2 del Perú. Se quedó a un paso del ascenso al perder por penales ante Juan Pablo II Collegue en semefinales de los Play Off. Fue titular indiscutible en el año, atajando en 20 partidos.

## Clubes
| Club                 | País    | Año       | Partidos |
| -------------------- | ------- | --------- | -------- |
| Danubio              | Uruguay | 2007-2010 | 0        |
| Cerro Largo (cedido) | Uruguay | 2009-2010 | 6        |
| Bella Vista          | Uruguay | 2010-2012 | 29       |
| El Tanque Sisley     | Uruguay | 2012-2013 | 1        |
| Atlético Rentistas   | Uruguay | 2013      | 0        |
| Atlético Progreso    | Uruguay | 2013-2014 | 12       |
| Racing               | Uruguay | 2014-2017 | 5        |
| Atlético Torque      | Uruguay | 2017      | 2        |
| Manta FC             | Ecuador | 2017-2021 | 119      |
| Cerrito FC           | Uruguay | 2021-2022 | 31       |
| Racing               | Uruguay | 2023      | 24       |
| Comerciantes F. C.   | Perú    | 2024 -    | 20       |

- Datos: Q6042252